# Kim Lia
Kim Lia (* 20. Dezember 1999; ehemals Kim Ye-jin (김예진)) ist eine südkoreanische Shorttrackerin. Bei den Olympischen Winterspielen 2018 in Pyeongchang gewann sie mit der südkoreanischen Damenstaffel über 3000 m die Goldmedaille.
Im März 2020 erklärte sie ihr Karriereende und änderte ihren Namen zu Kim Lia (김리아). Im November 2023 kehrte sie zum Shorttrack zurück.

## Werdegang
Kim startete international erstmals im Februar 2017 beim Weltcup in Dresden und belegte dabei den zehnten Platz über 1000 m und den zweiten Rang über 500 m. Beim folgenden Weltcup in Minsk holte sie über 500 m ihren ersten Weltcup und errang zudem den dritten Platz mit der Staffel. Die Saison beendete sie auf dem neunten Platz im Weltcup über 500 m. In der Saison 2017/18 siegte sie Budapest und in Shanghai jeweils mit der Staffel. Außerdem kam sie in Seoul auf den dritten und in Dordrecht auf den zweiten Platz mit der Staffel. Beim Saisonhöhepunkt, den Olympischen Winterspielen 2018 in Pyeongchang, gewann sie mit der Staffel über 3000 m die Goldmedaille. Im März 2018 holte sie bei den Weltmeisterschaften in Montreal ebenfalls die Goldmedaille mit der Staffel. In der Saison 2018/19 wurde sie in Calgary mit der Mixed-Staffel Dritte und mit der Staffel Zweite und in Dresden mit der Staffel Dritte. An der Shorttrack-Weltmeisterschaften 2019 konnte sie nicht teilnehmen, obwohl sie nach dem Ranking der südkoreanischen Nationalauswahl normalerweise zum Team gehört hätte. Allerdings wurde sie im Februar 2019 vom koreanischen Verband als Disziplinarstrafe für einen Monat gesperrt. Für sie rückte Choi Ji-hyun nach. Grund für die Sperre ist, dass sie dem männlichen Shorttracker Kim Gun-woo geholfen hat, zutritt ins Frauenwohnheim des Staatlichen Trainingszentrums in Jincheon zu bekommen. Dadurch verpasste sie auch den Auswahl-Wettbewerb für das Nationalteam für die Saison 2019/20.
Im Februar 2020 wurde Kim von der Korea Skating Union für ein Jahr gesperrt. Begründet wurde dies mit der Verletzung der Anmelderegularien. Kim nahm sich im Winter 2019/20 ein Urlaubssemester von der Korea National Sport University, registrierte sich aber im November 2019 als mit dem Status einer exmatrikulierten Studentin für die allgemeinen Shorttrack-Wettbewerbe und trat dem Team Uijeongbu City Hall bei. Allerdings dürfen beurlaubte Studenten nach den Regularien der Korea Skating Union nicht in dieser Klasse teilnehmen. Wenige Tage nach Bekanntgabe der Sperre erklärte Kim ihr Karriereende und noch etwas später erklärte sie, sie habe ihren Namen zu Kim Lia geändert.
Im November 2023 registrierte sich Kim als Studentin der Korea National Sport University für landesweite Wettbewerbe für Studentinnen und feierte somit ihr Comeback im Shorttrack.

## Persönliche Bestzeiten
- 500 m      43,027 s (aufgestellt am 5. Februar 2017 in Dresden)
- 1000 m    1:30,689 min (aufgestellt am 10. November 2018 in Salt Lake City)

## Weltcupsiege

### Weltcupsiege im Einzel
| Nr. | Datum            | Ort   | Disziplin |
| --- | ---------------- | ----- | --------- |
| 1.  | 12. Februar 2017 | Minsk | 500 m     |

### Weltcupsiege im Team
| Nr. | Datum             | Ort        |
| --- | ----------------- | ---------- |
| 1.  | 1. Oktober 2017   | Budapest 1 |
| 2.  | 12. November 2017 | Shanghai 2 |